# 교동 인씨
교동 인씨(喬桐印氏)는 강화군 교동면을 본관으로 하는 한국의 성씨이다. 진(晉)나라 풍익대부(馮翊大夫) 인서(印瑞)가 300년(기림이사금 3년) 신라에 사신으로 왔다가 정착하였다. 33세손인 인빈(印份)이 고려 인종 때 한림학사(翰林學士)로 교수부원군(喬樹府院君)에 봉해졌다. 39세손 인공수(印公秀)가 대장군과 필도치(必者赤)를 역임하고, 41세손 인당(印璫)이 참지정사(參知政事)에 올랐다.

## 역사
시조 인서(印瑞)는 중국 진(晉)나라 풍익대부로서 300년(기림이사금 3년) 사신으로 신라에 들어와 정착하여 살면서 아찬의 벼슬을 지냈다.
33세손 인빈(印份)이 고려 인종 때 한림학사(翰林學士), 문하시사를 지내고 교수부원군(喬樹府院君) 봉해짐으로써 후손들이 본관을 교동으로 하였다. 인빈의 아들 인완(印完)은 형부상서를 거쳐 문하시중 평장사에 올랐으며, 손자 인규(印珪)는 판이부상서를 역임했다. 증손 인현원(印玄元)은 응양위 대장군을 거쳐 호부상서를, 현손 인정(印貞)은 평장사를 역임하여 가문을 중흥시켰다.
39세손 인공수(印公秀)가 1275년(충렬왕 1) 대장군으로 원나라에 가서 전함·병량(兵糧)을 마련하는 데 대한 애로를 진정하고, 일본정벌의 중지를 요청하였으며, 필도치(必闍赤)가 되어 기무(機務)에 참여하였다.
41세손 인당(印璫)이 1345년(충목왕 1) 밀직사가 되었고, 1351년(충정왕 3)에는 만호로서 서강(西江)에서 침입한 왜구를 막았다. 1354년에는 전라도만호로서 왜구를 격파하였으며, 이해 석성부원군(碩城府院君)에 봉해져 원나라의 요구로 장사성(張士誠) 토벌군에 파견되었다. 1356년 첨의평리(僉議評理)를 거쳐 서북면병마사로서 압록강을 건너 파사부(婆娑府) 등 3참을 공파하였으며, 7월 참지정사(參知政事)가 되었다. 묘소는 개성시에 있다.
인당의 아들 인안(印安)이 전리 판서를, 인해(印海)가 이부시랑을 지냈다. 손자 인원보(印原寶)가 서북면 체찰사, 인중보(印重寶)가 상장군을 각각 역임했다. 대장군을 지낸 인저(印著)와 절충장군 인철관(印鐵寬), 선략장군으로 임진왜란 때 정난원종 이등공신에 오른 인발(印潑), 도총부 부총관 인이헌(印以憲), 참판을 역임한 인명조(印明朝), 인근영(印瑾永), 인석신(印錫信), 인상혁(印相赫) 등이 가문을 빛냈다.

## 정재계 저명인
- 인공수(印公秀) : 1271년(원종 12) 장군으로 몽골에 가서 고려군이 진도(珍島)에 있던 삼별초를 칠 때 몽골 장군 아해(阿海)가 후원하지 않은 사실을 고하여 그를 소환하게 하였다. 이 해에 다시 보성천호(寶城千戶) 등과 함께 몽골에 가서 둔전(屯田)의 폐지와 왕의 친조(親朝)를 주청하고 돌아왔다. 또한, 이 해 8월에는 삼별초의 위협으로 진도에 간 사람들을 본거지에 돌려보내라는 몽제(蒙帝)의 명을 따르지 않는 몽고원수 흔도(忻都)를 고발하러 몽골에 다녀왔다. 원종에게 원나라 풍속을 따라 복색을 고치도록 권했다. 1275년(충렬왕 1) 대장군으로 시중 김방경(金方慶)과 함께 원나라에 가서 전함·병량(兵糧)을 마련하는 데 대한 애로를 진정하고, 일본 정벌의 중지를 요청하였다. 뒤에 필도치(必闍赤)가 되어 기무(機務)에 참여하였다.[2]
- 인당(印璫) : 1343년(충혜왕 복위 4) 충혜왕이 원나라에 잡혀갈 때 왕의 폐신(嬖臣)인 임신(林信) 등 9인을 원나라에 압송하였으며, 1345년(충목왕 1) 밀직사가 되었다. 1351년(충정왕 3)에는 만호로서 전 밀직 이권(李權)과 함께 자연도(紫燕島)와 삼목도(三木島)에 침입한 왜구를 서강(西江)에서 막았다. 1352년(공민왕 1)에는 포왜사(捕倭使)로서 왜구와의 결전을 회피하여 투옥되었다. 1354년 전라도만호로서 왜구를 격파하였으며, 이해 석성부원군(碩城府院君)에 봉해져 원나라의 요구로 장사성(張士誠) 토벌군에 파견되었다가 이듬해 귀국하였다. 1356년 첨의평리(僉議評理)가 되고, 이어 서북면병마사가 되어 동지밀직사사(同知密直司事) 강중경(姜仲卿) 등과 함께 압록강 서쪽 8참(站)을 공략하였는데, 이 때 강중경이 술에 취하여 말을 듣지 않는다고 그를 베었으며, 이어 압록강을 건너 파사부(婆娑府) 등 3참을 공파하였다. 이 해 7월 관제회복으로 참지정사(參知政事)가 되었다.
- 인해(印海) : 1377년(우왕 3) 양광도(楊廣道) 부원수가 되었고, 5월 왜가 경양과 안성(安城)을 침범하니, 양광도 원수 왕안덕(王安德)이 겁내고 나약하여 싸우지 못하므로, 부원수로서 양천(陽川) 원수 홍인계(洪仁桂)를 불러 후퇴하여 가천역(加川驛)에 주둔하게 하고 적이 돌아가는 길에서 맞아 치려고 하였으나, 적이 알고 다른 길로 갔다. 11월 청주옥(淸州獄)에 갇혀 이산(伊山)에서 패배한 죄를 국문당하였다. 1383년 9월 왜적이 강릉부와 김화현을 침구하고, 또 회양부와 평강현을 함락시키니, 경성에 계엄을 실시하고 평양과 서해도(西海道)의 정병(精兵)을 징발하여 호위하게 하며, 전정당상의(前政堂相議) 남좌시(南佐時) 등과 함께 그들을 공격하였으나 김화에서 패전하였다.
- 인원보(印原寶, ? ~ 1388년) : 43세손. 1379년(우왕 5) 서북면체찰사(西北面體察使)를 역임하고, 1388년(우왕 14) 판밀직사사(判密直司事)에 이르렀다.[3]
- 인석보(印錫輔, 1852년 ~ 1896년) : 1892년(고종 28) 문과에 급제하여 사헌부 지평(司憲府持平), 홍문관 교리(弘文館校理)등을 지내고 규장각 부제학(奎章閣副提學)에 추증되었다.
- 인태식(印泰植, 1902년 ~ 1975년) : 제6대 국회의원
- 인명진(印明鎭, 1946년 ~ ) : 목사, 전 자유한국당 비상대책위원장
- 인재근(印在謹, 1953년 ~ ) : 제19·20·21대 국회의원

## 분파
- 사직공파
- 통훈공파
- 예공파
- 장령공파
- 승의랑공파
- 교위공파
- 선전관공파
- 직장공파
- 판관공파
- 송헌공파
- 참의공파인낙진
- 직무공파
- 첨정공파
- 선교랑공파
- 부사공파
- 정랑공파
- 대원공파
- 참봉공파
- 홍주파

## 과거 급제자
교동 인씨는 조선시대 문과 급제자 1명, 무과 급제자 31명을 배출하였다.
문과
인석보(印錫輔)
무과
인광억(印光億) 인광훈(印光勳) 인광흡(印光洽) 인국신(印國信) 인대선(印大善)
인대수(印大水) 인두찬(印斗贊) 인두표(印斗杓) 인문주(印文周) 인벌(印橃)
인사익(印士益) 인사헌(印嗣憲) 인선기(印善起) 인시우(印時佑) 인언광(印彦光)
인영필(印永弼) 인완(印琬) 인원개(印元凱) 인원방(印元方) 인원서(印圓瑞)
인원침(印元忱) 인의길(印義吉) 인의방(印義邦) 인의종(印儀宗) 인진(印珍)
인찬기(印讚起) 인찬징(印讚澄) 인창기(印彰器) 인초선(印楚璿) 인충신(印忠信)
인후득(印厚得)
생원시
인월규(印月奎)
진사시
인기(印紀) 인수창(印綬昌) 인신언(印臣彦) 인재현(印載鉉)

## 항렬자
시조 인서(印瑞)를 1세조로 하며, 대(代)는 중시조 인당(印璫)으로부터 기세한다.
| 64世            | 65世            | 66世            | 67世            | 68世            | 69世            | 70世            | 71世            | 72世            | 73世            | 74世            | 75世            |
| --------------- | --------------- | --------------- | --------------- | --------------- | --------------- | --------------- | --------------- | --------------- | --------------- | --------------- | --------------- |
| 25代            | 26代            | 27代            | 28代            | 29代            | 30代            | 31代            | 32代            | 33代            | 34代            | 35代            | 36代            |
| O교(敎) O돈(敦) | 병(秉)O 용(庸)O | 연(演)O 주(胄)O | O경(卿) O영(迎) | 진(震)O 신(晨)O | O범(範) O희(熙) | 준(準)O 오(旿)O | O동(東) O래(來) | 중(重)O 연(連)O | O연(連) O순(醇) | 성(成)O 기(璣)O | O하(夏) O복(馥) |

## 인구
- 2000년 17,448명
- 2015년 20,737명